# Jingde
Jingde (chiń. upr. 旌德县; chiń. trad. 旌德縣; pinyin Jīngdé Xiàn) – powiat w południowo-zachodniej części prefektury miejskiej Xuancheng w prowincji Anhui w Chińskiej Republice Ludowej. Liczba mieszkańców powiatu, w 2010 roku, wynosiła 120 039.